# Platycopia pygmaea
Platycopia pygmaea is een eenoogkreeftjessoort uit de familie van de Platycopiidae. De wetenschappelijke naam van de soort werd in 1919 voor het eerst geldig gepubliceerd door Georg Ossian Sars.